# АЕС Павілоста
Атомна електростанція Павілоста (латис. Pāvilostas atomelektrostacija), іноді латвійська атомна електростанція — була запланованою атомною електростанцією в Радянському Союзі. Вона мала бути розташований у Латвійській РСР, поблизу міста Павілоста на узбережжі Балтійського моря. Після проголошення незалежності від Радянського Союзу в 1991 році держава вже не була фінансово спроможною реалізувати проєкт атомної електростанції через високі капітальні витрати.

## Історія та технічна інформація

### Витоки
У 1970-х роках у різних частинах Латвії проводилися дослідження, щоб знайти відповідне місце для будівництва атомної електростанції. Основна увага була приділена ділянкам на озерах Разна, Лубанс та Усма. Однак запропоновані місця були відхилені плановою комісією Латвійської РСР, і тому Радянський Союз спочатку вирішив побудувати Ігналінську АЕС з РБМК -1500 в Литві, яка спочатку покривала енергетичні потреби країн Балтії.

### Німецький проєкт
Федеративна Республіка Німеччина вела переговори з Радянським Союзом з 1973 року про будівництво атомної електростанції в Латвії з німецькими реакторами, частина з яких була б призначена для експорту електроенергії до Німеччини. Наприкінці лютого 1974 року «Kraftwerk Union» подала заявку «Атоменергоекспорту» на будівництво чотирьох реакторів KWU DWR-1300 МВт для будівництва поблизу Балтійського моря в Латвії. Вартість чотирьох реакторів із валовою потужністю 1300 МВт мала становити приблизно 4,5 мільярда марок і була б введена в експлуатацію між 1980 і 1982 роками. Kraftwerk Union запропонувала поставити все механічне та електричне обладнання для будівлі реактора, допоміжної будівлі реактора, будівлі розподільного пристрою і машинного відділення, тоді як радянська сторона повинна була взяти на себе монтаж і пусконаладку електростанції, включаючи будівництво електростанції, доставку механічного та електричного обладнання за межі зазначених об'єктів і будівництво високовольтної лінії постійного струму до ФРН. Залежно від кількості побудованих блоків, половину з них мали використовувати для експорту електроенергії до Німеччини. Однак прогресу так і не було.

### Пізніший розвиток подій
З 1977 року ділянка Павілоста вже включена до державного плану атомних електростанцій. Розташування на узбережжі Балтійського моря також мало переваги для охолодження, оскільки на той час передбачалося, що буде побудований тип РБМК-1500, два з яких також мали встановити на Ленінградській АЕС і два на АЕС Павілоста. Два реактори вимагають близько 150 кубічних метрів води на секунду, яку може легко забезпечить Балтійське море. Проте внаслідок потепління на 10°C вплив на живих істот у морі є дуже великим, оскільки підвищення температури змінює вміст кисню у воді. Крім того, прибережні держави скаржилися, що якщо радіоактивні речовини потраплять у Балтійське море, ситуація в Балтійському морі призведе до океанських течій, які потягнуть їх до прибережних держав Радянського Союзу. Хоча ці порушення дуже малоймовірні, як заявив Радянський Союз на основі своїх правил, у Балтійському морі вже були подібні інциденти, пов’язані з військовими навчаннями із застосуванням ядерних матеріалів і зброї в Естонії на острові Осмуссаар. У 1980 році «Теплоелектропроект Ленінград» завершив оцінку ділянки та вибрав два майданчики поблизу Павілости, один за 5 кілометрів на північ і один за 8 кілометрів на південь, обидві на узбережжі Балтійського моря. Іншим потенційним місцем було місто Папе на південному заході Латвії на узбережжі Балтійського моря, за 28 кілометрів від кордону з Литвою.
У 1981 році уряд Латвійської РСР дав згоду на резервування двох з трьох варіантів майданчика для будівництва атомної електростанції. Міністерство енергетики СРСР планувало побудувати атомну електростанцію потужністю 3000 МВт, але латвійський комітет з планування відхилив його через, серед іншого, необхідність у високовольтних лініях, питання захоронення радіоактивних відходів та необхідність будівництва нового міста на понад 30 тис. мешканців. Ще однією причиною було те, що Латвії не потрібні були б такі великі виробничі потужності. Однак на той час зростання попиту на електроенергію в Латвії становило менше ніж 5% на рік, що означало б, що до 2010 року лише Латвія споживала близько 15 терават годин на рік. Тому Міністерство енергетики визначило, що атомну електростанцію потужністю 4000 МВт з реакторами типу ВВЕР-1000 планується ввести в експлуатацію до 2003 року. Шість років було виділено на планування атомної електростанції Павілоста та будівництво першого блоку, загальний час будівництва — 12 років. Зводити станцію мали 15 тис. будівельників. Однак Міністерство енергетики наказало Латвійській РСР зарезервувати майданчик для розширення потужності до 6000 МВт. Очікувалося, що після Ігналінської АЕС Павілоста продовжуватиме стимулювати промисловий розвиток у країнах Балтії.

### Чорнобильська аварія
Аварія на Чорнобильській АЕС у квітні 1986 року викликала серйозне занепокоєння щодо будівництва атомних електростанцій у країнах Балтії, зокрема Ігналінської АЕС, на якій використовуються реактори типу РБМК. Уявна небезпека потенційного радіоактивного забруднення призвела до протидії атомній електростанції Павілоста в Латвії. Зокрема, піддавалася критиці близькість до інших великих міст Лієпаї та Вентспілса. У 1986 році демонстрації відбулися в багатьох регіонах Латвійської РСР. У серпні 1989 року проєкт був скасований через заворушення.

### Після 1991 року
Після здобуття Латвією незалежності в 1992 році нове міністерство енергетики Латвії здійснило початкове планування енергетичної програми. В одному з цих планів у 1993 році розглядалося будівництво атомної електростанції в одному з уже оцінених місць. Будівництво електростанції з кількома реакторними установками вважалося більш доцільним, ніж одноблокові або двоблокові. Однак потужність окремих блоків мала бути значно меншою, а саме 300-400 МВт. Але при термінах будівництва в 7-8 років будівництво не вдалося б завершити до 2000 року, тим більше, що головним питанням у молодій і фінансово нестабільній республіці була стабілізація економіки. Через ці фактори будівництво атомної електростанції для Латвії не вважалося оптимальним рішенням для подолання дефіциту постачання, спричиненого незалежністю. Незважаючи на те, що в Павілості, а також на південному сході країни є три спеціальні ділянки, немає досліджень сейсмічної активності, кліматології, гідрології та геології. Також не було передбачено поводження з радіоактивними відходами. У той час Латвія сприймала це як нездоланну проблему. Після 1993 року електростанцію більше не планували.

## Інформація про реактори

### Для проєктування з реакторами РБМК-1500
| Реактор     | Тип реактора | Продуктивність | Продуктивність | Початок будівництва                     | Підключення до мережі                   | Введення в експлуатацію                 | Закриття |
| Реактор     | Тип реактора | Нетто          | Брутто         | Початок будівництва                     | Підключення до мережі                   | Введення в експлуатацію                 | Закриття |
| ----------- | ------------ | -------------- | -------------- | --------------------------------------- | --------------------------------------- | --------------------------------------- | -------- |
| Павілоста-1 | РБМК-1500    | 1380 МВт       | 1500 МВт       | План будівництва скасований у 1989 році | План будівництва скасований у 1989 році | План будівництва скасований у 1989 році |          |
| Павілоста-2 | РБМК-1500    | 1380 МВт       | 1500 МВт       | План будівництва скасований у 1989 році | План будівництва скасований у 1989 році | План будівництва скасований у 1989 році |          |

### Для проєктування з реакторами ВВЕР-1000
| Реактор     | Тип реактора | Продуктивність | Продуктивність | Початок будівництва | Підключення до мережі                   | Введення в експлуатацію                 | Закриття |
| Реактор     | Тип реактора | Нетто          | Брутто         | Початок будівництва | Підключення до мережі                   | Введення в експлуатацію                 | Закриття |
| ----------- | ------------ | -------------- | -------------- | ------------------- | --------------------------------------- | --------------------------------------- | -------- |
| Павілоста-1 | ВВЕР-1000    | 950 МВт        | 1000 МВт       | 1997                | План будівництва скасований у 1989 році | План будівництва скасований у 1989 році |          |
| Павілоста-2 | ВВЕР-1000    | 950 МВт        | 1000 МВт       | 1998                | План будівництва скасований у 1989 році | План будівництва скасований у 1989 році |          |
| Павілоста-3 | ВВЕР-1000    | 950 МВт        | 1000 МВт       |                     | План будівництва скасований у 1989 році | План будівництва скасований у 1989 році |          |
| Павілоста-4 | ВВЕР-1000    | 950 МВт        | 1000 МВт       |                     | План будівництва скасований у 1989 році | План будівництва скасований у 1989 році |          |